# オキソアルコール
オキソアルコールとは、ヒドロホルミル化によって得られるアルコール類の総称である。
ヒドロホルミル化は、オキソガス（H2/CO=1の混合ガス）を使用するため、このように呼ばれる。
ヒドロホルミル化では1級のアルコールが主生成物となり、そのまま溶剤として用いられる他、エステルの形で可塑剤として使用される。一方で、2級のアルコールおよびそのエステルはそれほど大きな用途が無い。
n-ブタノールは、アセトアルデヒドのアルドール反応と還元反応によっても製造可能であり、一部の国ではエタノールから誘導されるアセトアルデヒドからオキソアルコールを製造している。同様の反応によって、その中間体であるn-ブチルアルデヒドから2-エチルヘキサノールを製造することも可能である。

## 代表例
- n-ブタノール
- 2-エチルヘキサノール
- イソノナノール
- イソデカノール